# Josep Manyanet i Vives

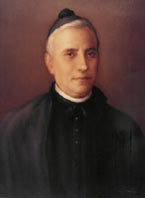
Porträt des Heiligen Josep Manyanet i Vives

Josep Manyanet i Vives (span.: José Manyanet y Vives) (* 7. Januar 1833 in Tremp, Spanien; † 17. Dezember 1901 in Barcelona) war ein spanischer Schulpriester und Ordensgründer. Er wurde 2004 von Papst Johannes Paul II. heiliggesprochen.

## Leben
Josep M. wurde in eine große christliche Familie hineingeboren. Bereits im Alter von fünf Jahren spendete seine Mutter das Leben des Jungen der Muttergottes Maria. Seine Schulausbildung und sein Studium absolvierte er bei den Piaristen in Barbastro  und in den Priesterseminaren des Bistums Urgell in Lleida und  Urgell. Am 9. April 1859 wurde er zum Priester geweiht. In den nächsten Jahren war er im bischöflichen Ordinariat von Urgell auf mehreren verantwortlichen Positionen tätig. Erst später wählte er die pastorale Tätigkeit und beabsichtigte zwei Ordensgemeinschaften zu gründen. Sein Leben lang litt Josep M. unter psychischen Störungen, die ihn schließlich nach langer schwerer Arbeit stark schwächten. Am 17. Dezember 1901 verstarb er und wurde in der Kapelle, der von ihm gegründeten Schule Familie von Nazaret, dem Zentrum seiner Arbeit, beigesetzt. Sein gesamtes seelsorgerisches Leben hat er im Sinne der Heiligen Familie von Nazaret gestaltet.

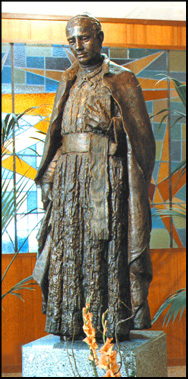
Statue des Hl. Josep Manyanet i Vives in der „Schule Padre Manyanet“ (Alcobendas)

## Ordensgründungen
1864 genehmigte sein Diözesanbischof die Kongregation der Söhne von der Heiligen Familie, die  klerikalen Mitglieder erhielten den Auftrag die christliche Erziehung zu fördern und Jugendliche im Glauben zu erziehen. 1874 gründete Josep M. die Missionstöchter von der Heiligen Familie. Beide Institute des geweihten Lebens haben heute Niederlassungen in mehreren europäischen Ländern, in Nord- und Südamerika und in Afrika.

## Lebenswerk
Josep Manyanet wollte das Leben der Heiligen Familie von Nazaret publizistisch darstellen und wurde zum Herausgeber des Magazins „La Sagrada Familia“. Er inspirierte und förderte den katalanischen Architekten Antonio Gaudí zum Bau einer Kathedrale in Barcelona. Die Sühnekirche der Heiligen Familie  („Sagrada Família“) befindet sich noch immer im Bau.
Manyanet schrieb mehrere Artikel, Briefe, Bücher und Broschüren, die die christliche Erziehung zum Inhalt hatten, aber auch als Anleitung für die Schulen galten. Die bekannteste, von ihm 1895 in Barcelona gegründete Schule,  ist die „Schule von Nazaret“. Er war auch der Gründungsvater vom „Heim von der Heiligen Familie“, aus dem später das Studentenwohnheim Residencia Universitaria Josep Manyanet in Barcelona entstand. Sein 1899 erschienenes Buch Preciosa joya de familia (Die Familie ein unbezahlbarer Edelstein) wurde zu einer Anleitung für die christliche Familie und zur Erziehung der Kinder. Mit der meditativen Beschreibung El espíritu de la Sagrada Familia (Der Geist der Heiligen Familie) legte er einen Leitfaden für religiöse Orden vor, indem er die Identität der Heiligen Familie zur Mission in der Gesellschaft und Kirche darlegte. 1991 erschien in Madrid die Gesammelten Werke von Josep Manyanet.

## Heiligsprechung
Der Heiligsprechungsprozess wurde 1956 formell eröffnet und endete 1982 mit der Anerkennung eines heilkräftigen Wunders. 1984 sprach Papst Johannes Paul II. die Fürsprache zur Heiligsprechung aus und  sprach ihn selig. Die Heiligsprechung erfolgte am 16. Mai 2004 in Rom, in seiner Predigt führte der Papst aus: 

„Der Heilige Geist, den der Vater euch in meinem Namen senden wird, der wird euch alles lehren und euch an alles erinnern, was ich euch gesagt habe (Joh 14,26). Von Anfang an hat der Paraklet Männer und Frauen inspiriert, welche die von Jesus geoffenbarte Wahrheit in Erinnerung gerufen und verbreitet haben. Einer davon war der hl. Josep Manyanet, ein wahrer Apostel der Familie. Indem er sich an der Schule von Nazaret orientierte, verwirklichte er seinen Plan der persönlichen Heiligkeit und widmete sich mit heroischem Eifer der Sendung, die der Heilige Geist ihm anvertraut hatte.“